# Chaam
Chaam è una località e un'ex-municipalità dei Paesi Bassi situata nella provincia del Brabante Settentrionale. 
Soppressa il 1º gennaio 1997, il suo territorio, assieme a parte delle ex-municipalità di Alphen en Riel e di Nieuw-Ginneken, è andato a formare la nuova municipalità di Alphen-Chaam.